# Tristagma nivale
Tristagma nivale là một loài thực vật có hoa trong họ Amaryllidaceae. Loài này được Poepp. miêu tả khoa học đầu tiên năm 1833.